# Первый освенцимский процесс

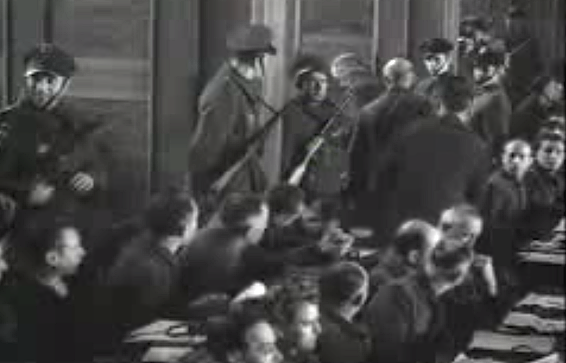
Первый освенцимский процесс

Первый освенцимский процесс (пол. Pierwszy Proces Oświęcimski) — наименование пятого заседания Верховного национального трибунала Польши, на котором были осуждены военные преступники нацистской Германии, служившие в концентрационном лагере Освенцим. В 1965 году во Франкфурте-на-Майне завершился Второй освенцимский процесс.

## История
Пятое заседание Верховного национального трибунала состоялось с 24 ноября по 22 декабря 1947 года в Кракове. Перед судом предстали 40 служащих концентрационного лагеря Освенцим, где в газовых камерах погибли около 1,5 миллиона человек. Процесс проходил в специально приготовленном для этого зале Польского учительского союза. Слушания проходили в синхронном переводе на четырёх языках. В ходе судебного разбирательства Верховный национальный трибунал признал руководство и служащих в концентрационных лагерях преступной организацией. 23 человека, обвиняемых в военных преступлениях, были приговорены к смертной казни через повешение (двоим из них смертная казнь была заменена на пожизненное заключение), 16 человек были осуждены на различные сроки заключения и один человек был признан невиновным. Смертные приговоры были исполнены в тюрьме Монтелюпих.
Тела казнённых были переданы в медицинский институт Ягеллонского университета, и в течении трёх лет использовались студентами на занятиях по анатомии и препарированию. 
Верховный национальный трибунал также вынес решение по вопросу о степени участия в преступлениях по приказу непосредственного начальства, заявив, что «издевательства и пытки свидетельствуют о вовлечении обвиняемых в убийствах заключённых и говорят, о том, что эти преступления были совершены из внутренней потребности и не зависели от приказа начальства. Если бы обвиняемые не чувствовали внутреннего желания убивать или по крайней мере были бы равнодушны к заключённым, то они не обращались бы с заключёнными в жестокой форме».

## Вердикт трибунала
| Осуждённый           | Звание             | Место службы                                      | Приговор                                                                    |
| -------------------- | ------------------ | ------------------------------------------------- | --------------------------------------------------------------------------- |
| Артур Либехеншель    | Оберштурмбаннфюрер | комендант лагеря                                  | смертная казнь через повешение (приговор исполнен)                          |
| Ганс Аумайер         | Штурмбаннфюрер     | начальник лагерной охраны (Schutzhaftlagerführer) | смертная казнь через повешение (приговор исполнен)                          |
| Макс Грабнер         | Унтерштурмфюрер    | начальник лагерного гестапо                       | смертная казнь через повешение (приговор исполнен)                          |
| Карл Мёкель          | Оберштурмбаннфюрер | управляющий лагерной администрацией               | смертная казнь через повешение (приговор исполнен)                          |
| Мария Мандель        | SS-Oberaufseherin  | управляющая женского лагерного отделения          | смертная казнь через повешение (приговор исполнен)                          |
| Франц Краус          | Штурмбаннфюрер     | информационный офицер                             | смертная казнь через повешение (приговор исполнен)                          |
| Людвиг Плагге        | Обершарфюрер       | рапортфюрер                                       | смертная казнь через повешение (приговор исполнен)                          |
| Фриц Бунтрокк        | Унтершарфюрер      | рапортфюрер                                       | смертная казнь через повешение (приговор исполнен)                          |
| Вильгельм Геринг     | Гауптшарфюрер      | комендант подлагеря                               | смертная казнь через повешение (приговор исполнен)                          |
| Отто Леч             | Унтершарфюрер      | заместитель коменданта подлагеря                  | смертная казнь через повешение (приговор исполнен)                          |
| Генрих Йостен        | Оберштурмфюрер     | командир роты караула                             | смертная казнь через повешение (приговор исполнен)                          |
| Йозеф Колльмер       | Оберштурмфюрер     | командир роты караула                             | смертная казнь через повешение (приговор исполнен)                          |
| Эрих Мюсфельдт       | Обершарфюрер       | управляющий крематориями в Биркенау               | смертная казнь через повешение (приговор исполнен)                          |
| Герман Киршнер       | Унтершарфюрер      | член лагерной администрации                       | смертная казнь через повешение (приговор исполнен)                          |
| Ганс Шумахер         | Унтершарфюрер      | управляющий лагерного продуктового склада         | смертная казнь через повешение (приговор исполнен)                          |
| Август Богуш         | Шарфюрер           | член лагерной канцелярии                          | смертная казнь через повешение (приговор исполнен)                          |
| Тереза Брандль       | SS-Aufseherin      | SS-Erstaufseherin                                 | смертная казнь через повешение (приговор исполнен)                          |
| Пауль Щурек          | Унтершарфюрер      | управляющий блоком                                | смертная казнь через повешение (приговор исполнен)                          |
| Пауль Гётце          | Роттенфюрер        | управляющий блоком                                | смертная казнь через повешение (приговор исполнен)                          |
| Герберт Пауль Людвиг | Обершарфюрер       | управляющий блоком                                | смертная казнь через повешение (приговор исполнен)                          |
| Курт Гуго Мюллер     | Унтершарфюрер      | управляющий блоком                                | смертная казнь через повешение (приговор исполнен)                          |
| Иоганн Пауль Кремер  | Оберштурмфюрер     | лагерный врач                                     | смертная казнь через повешение (приговор изменён на пожизненное заключение) |
| Артур Брайтвизер     | Унтершарфюрер      | член лагерной администрации                       | смертная казнь через повешение (приговор изменён на пожизненное заключение) |
| Детлеф Неббе         | Штурмшарфюрер      | сержант роты караула                              | пожизненное заключение                                                      |
| Карл Зойферт         | Гауптшарфюрер      | надзор в лагерном бараке                          | пожизненное заключение                                                      |
| Ганс Кох             | Унтершарфюрер      | член службы дезинфекции                           | пожизненное заключение                                                      |
| Луиза Данц           | SS-Aufseherin      | надзор                                            | пожизненное заключение                                                      |
| Адольф Медефинд      | Унтершарфюрер      | стражник                                          | пожизненное заключение                                                      |
| Антон Лехнер         | Роттенфюрер        | стражник                                          | пожизненное заключение                                                      |
| Франц Ромайкат       | Унтершарфюрер      | член лагерной администрации                       | 15 лет заключения                                                           |
| Ганс Гофман          | Роттенфюрер        | член лагерного гестапо                            | 15 лет заключения                                                           |
| Хильдегард Лехерт    | SS-Aufseherin      | надзор                                            | 15 лет заключения                                                           |
| Алиса Орловски       | SS-Aufseherin      | надзор                                            | 15 лет заключения                                                           |
| Иоганнес Вебер       | Штурмманн          | работник в лагерной кухне                         | 15 лет заключения                                                           |
| Александр Бюлов      | Штурмманн          | стражник                                          | 15 лет заключения                                                           |
| Эдуард Лоренц        | Унтершарфюрер      | стражник                                          | 15 лет заключения                                                           |
| Рихард Шрёдер        | Унтершарфюрер      | счетовод                                          | 10 лет заключения                                                           |
| Эрих Адам Дингес     | Штурмманн          | лагерный шофёр                                    | 5 лет заключения                                                            |
| Карл Ешке            | Обершарфюрер       | стражник                                          | 3 года заключения                                                           |
| Ганс Мюнх            | Унтерштурмфюрер    | врач Института гигиены СС                         | оправдан                                                                    |